# Bắc Lý (thị trấn)
Bắc Lý là một thị trấn thuộc huyện Hiệp Hòa, tỉnh Bắc Giang, Việt Nam.

## Địa lý
Thị trấn Bắc Lý nằm ở phía nam huyện Hiệp Hòa, có vị trí địa lý:
- Phía đông giáp xã Đoan Bái và xã Đông Lỗ
- Phía tây giáp các xã Hương Lâm, Mai Trung, Xuân Cẩm
- Phía nam giáp xã Châu Minh và xã Hương Lâm
- Phía bắc giáp xã Danh Thắng và xã Thường Thắng.

Thị trấn Bắc Lý có diện tích 12,90 km², dân số năm 2023 là 16.410 người, mật độ dân số đạt 1.272 người/km².

## Hành chính
Thị trấn Bắc Lý được chia thành 11 tổ dân phố: Cầu Trang, Đông Trong Đầm, Lý Viên, Mã Quần, Tam Hợp, Tân Cầu Rô, Tân Hợp, Thống Nhất, Trung Tâm, Vụ Bản, Vụ Nông.

## Lịch sử
Trước thế kỷ XIX, địa bàn xã Bắc Lý ngày nay gồm 3 xã: Bắc Lý, Lý Viên, Vụ Nông thuộc tổng Ngọ Xá, huyện Hiệp Hòa.
Đầu thế kỷ XIX, địa bàn xã Bắc Lý thuộc tổng Ngọ Xá thuộc huyện Yên Việt, phủ Bắc Hà, trấn Kinh Bắc.
Đến đầu thế kỷ XX, địa bàn xã Bắc Lý thuộc tổng Ngọc Xá, huyện Việt Yên, phủ Lạng Giang, tỉnh Bắc Giang.
Năm 1927, xã Lý Viên có một thôn Lý Viên và số dân là 120 người, điền thổ 505 mẫu (số đinh 33 người năm 1930).
Năm 1930, xã Vụ Nông gồm thôn Đình và thôn Chùa. Xã có 97 nhân khẩu, 30 dân đinh, 552 mẫu điền thổ.
Trước năm 1945, xã Bắc Lý có 16 thôn: Thạch Trang, Đồng Giót, Trung, Đồng Cũ, Phù Đoài,Trước, Đầm, Giữa, Rô, Trong, Đông, Trại Sẻ, Thanh Trà, Nội Thổ, Trại Hách, Mã Quần. Số dân năm 1927 là 865 người, số đinh năm 1930 là 244 người.
Sau năm 1945, thành lập xã Quốc Tuấn thuộc huyện Hiệp Hòa trên cơ sở 3 xã: Bắc Lý, Lý Viên, Vụ Nông.
Năm 1968, đổi tên xã Quốc Tuấn thành xã Bắc Lý.
Tính đến ngày 31 tháng 12 năm 2018, xã Bắc Lý có 30 thôn: Bắc Sơn, Bắc Vụ 1, Bắc Vụ 2, Cầu Rô, Cầu Trang Ngoài, Cầu Trang Trong, Đầm, Đoài, Đông, Đồng Cũ, Đồng Giót, Đồng Sói, Hợp Lý, Hợp Vang, Lý Viên, Mã Quần, Nổi 1, Nổi 2, Nội Thổ, Sau Chiền, Tân Dân, Tân Hưng, Tân Lý, Trại Quần, Trại Rô, Trong, Trước, Trung, Vụ Bản, Vụ Nông.
Ngày 11 tháng 7 năm 2019, HĐND tỉnh Bắc Giang ban hành Nghị quyết số 19/NQ-HĐND về việc:
- Sáp nhập 3 thôn: Bắc Vụ 1, Bắc Vụ 2, Tân Hưng vào thôn Vụ Bản.
- Sáp nhập thôn Trại Quần vào thôn Mã Quần.
- Thành lập thôn Cầu Trang trên cơ sở 3 thôn: Cầu Trang Ngoài, Cầu Trang Trong, Hợp Vang.
- Thành lập thôn Đông Trong Đầm trên cơ sở 3 thôn: Đông, Trong, Đầm.
- Thành lập thôn Tam Hợp trên cơ sở 4 thôn: Đồng Cũ, Đồng Giót, Đồng Sói, San Chiền.
- Thành lập thôn Tân Cầu Rô trên cơ sở 3 thôn: Tân Lý, Cầu Rô, Trại Rô.
- Thành lập thôn Tân Hợp trên cơ sở thôn Tân Dân và thôn Hợp Lý.
- Thành lập thôn Thống Nhất trên cơ sở 4 thôn: Bắc Sơn, Nổi 1, Nổi 2, Trước.
- Thành lập thôn Trung Tâm trên cơ sở 3 thôn: Đoài, Nội Thổ, Trung.

Xã Bắc Lý có 11 thôn: Cầu Trang, Đông Trong Đầm, Lý Viên, Mã Quần, Tam Hợp, Tân Cầu Rô, Tân Hợp, Thống Nhất, Trung Tâm, Vụ Bản, Vụ Nông.
Ngày 7 tháng 1 năm 2020, UBND tỉnh Bắc Giang ban hành Quyết định số 18/QĐ-UBND về việc công nhận khu vực Phố Hoa (xã Bắc Lý) là đô thị loại V.
Ngày 12 tháng 5 năm 2022, Ủy ban Thường vụ Quốc hội ban hành Nghị quyết số 510/NQ-UBTVQH15 (nghị quyết có hiệu lực từ ngày 1 tháng 7 năm 2022). Theo đó, thành lập thị trấn Bắc Lý trên cơ sở toàn bộ 12,90 km² diện tích tự nhiên và 15.279 người của xã Bắc Lý.
Tháng 6 năm 2022, UBND tỉnh Bắc Giang ban hành Quyết định về việc:
- Chuyển thôn Cầu Trang thành tổ dân phố Cầu Trang.
- Chuyển thôn Đông Trong Đầm thành tổ dân phố Đông Trong Đầm.
- Chuyển thôn Lý Viên thành tổ dân phố Lý Viên.
- Chuyển thôn Mã Quần thành tổ dân phố Mã Quần.
- Chuyển thôn Tam Hợp thành tổ dân phố Tam Hợp.
- Chuyển thôn Tân Cầu Rô thành tổ dân phố Tân Cầu Rô.
- Chuyển thôn Tân Hợp thành tổ dân phố Tân Hợp.
- Chuyển thôn Thống Nhất thành tổ dân phố Thống Nhất.
- Chuyển thôn Trung Tâm thành tổ dân phố Trung Tâm.
- Chuyển thôn Vụ Bản thành tổ dân phố Vụ Bản.
- Chuyển thôn Vụ Nông thành tổ dân phố Vụ Nông.

Thị trấn Bắc Lý có 11 tổ dân phố: Cầu Trang, Đông Trong Đầm, Lý Viên, Mã Quần, Tam Hợp, Tân Cầu Rô, Tân Hợp, Thống Nhất, Trung Tâm, Vụ Bản, Vụ Nông.

## Xã hội
Giáo dục Bắc Lý là một trong những điểm mạnh để tạo đà phát triển kinh tế cho toàn huyện. Năm 2018, tỉ lệ người lớn biết chữ đạt 98,83%, phổ cập giáo dục là cấp THCS.
Có 5 ngôi trường tọa lạc trên mảnh đất vỏn vẹn 12,9 km² là:
- Trường Mầm non Bắc Lý: Thôn Trung Tâm.
- Trường Tiểu học Bắc Lý số 1: Thôn Trung Tâm.
- Trường Tiểu học Bắc Lý số 2: Thôn Vụ Bản.
- Trường THCS Bắc Lý: Thôn Mã Quần.
- Trường THPT Hiệp Hòa số 2: Thôn Tam Hợp.

## Văn hóa
Văn hóa Bắc Lý là một trong những cái nôi có lịch sử lâu đời ở miền Bắc. Ở nơi đây người ta tìm thấy Trống đồng Bắc Lý (đào được ở khu đất Gò Mụ thuộc thôn Lý Viên của xã Bắc Lý vào năm 1975), Trống đồng Bắc Lý giống trống đồng Ngọc Lũ, trống đồng Đông Sơn, ở giữa có ngôi sao 12 cánh, 4 tượng cóc ở xung quanh. Đó là loại trống được xếp vào loại cổ nhất, một di sản đặc sắc và tiêu biểu của nền văn hóa Đông sơn cách đây 2.350 năm.
Bắc Lý còn là đất của quan họ, nơi có nhánh sông Cầu chảy qua. Hiện nay trên mảnh đất Bắc Lý có 3 ngôi chùa, đình nổi tiếng được công nhận là di sản văn hóa cấp tỉnh đó là: Chùa Cả (Kim Tước tự), Nghè Long Động thuộc thôn Cầu Rô, Đình Lý Viên thuộc hôn Lý Viên. Chùa Cả là hiện thân của 2 tín ngưỡng phổ biến hiện nay: Thờ Phật và Tam phủ; Đình Cả thờ Phật và trong điện thờ Mẫu Tam phủ. Nghè Long Động là cả một câu chuyện về con trăn gió; nghè vừa được tu sửa vào năm 2017. Đình Lý Viên là nơi cất giữ trống đồng Bắc Lý.